# Perdita fulviventris
Perdita fulviventris är en biart som beskrevs av Timberlake 1980. Perdita fulviventris ingår i släktet Perdita och familjen grävbin. Inga underarter finns listade i Catalogue of Life.